# Ойкаси (Урмарський район)
Ойка́си (рос. Ойкасы, чув. Уйкас) — присілок у складі Урмарського району Чувашії, Росія. Входить до складу Бішевського сільського поселення.
Населення — 113 осіб (2010; 120 у 2002).
Національний склад:
- чуваші — 100 %